# ギジェルモ・ロドリゲス
ギジェルモ・ダニエル・ロドリゲス・ペレス（Guillermo Daniel Rodríguez Pérez, 1984年3月21日 - ）は、ウルグアイ・モンテビデオ出身の同国代表サッカー選手。CAセロ所属。ポジションはディフェンダー。

## 経歴
ダヌービオFCの下部組織出身で、2002年に同クラブでプロデビュー。
2015-16シーズン限りでCAペニャロールを退団。フリーの期間を経て、2017年よりリーガMXのチアパスFCに加入した。しかし移籍直後にアキレス腱を断裂。残りのシーズンを棒に振ると、半年でメキシコを後にした。

## タイトル
ペニャロール
- トルネオ・ウルグアージョ : 2009-10, 2015-16